# Enyves kígyógomba
Az enyves kígyógomba (Mycena epipterygia) a kígyógombafélék családjába tartozó, Eurázsiában és Észak-Amerikában honos, nem ehető gombafaj.

## Megjelenése
Az enyves kígyógomba kalapjának átmérője 1-2 cm, alakja kezdetben kúpos, majd kúposan domborúvá válik, közepén gyakran púppal. Széle fogazott. Felszíne nyálkás, sima vagy sugarasan bordázott. Színe fehéres vagy krémszínű, a közepe felé citromsárgás, barnásan árnyalt is lehet. A kalapbőr könnyen lehúzható. Húsa vékony, fehér színű. Szaga lisztes vagy retekszerű, íze nem jellegzetes.
Közepesen sűrű lemezei tönkhöz nőttek vagy foggal lefutók. Színük fehér vagy krémszínű. 
Spórapora fehér. Spórája gömbölyű vagy elliptikus, sima, benne olajcseppek láthatók, mérete 7,5-11,5 x 3,5-7,5 µm.
Tönkje 3-6 (8) cm magas és 0,1-0,3 cm vastag. Alakja karcsú, hengeres, néha elgörbül. Színe fiatalon citromsárga, később fakóbb sárga. Nyálkás felülete finoman korpázott, először a teljes felszín, később csak a csúcsa.

### Hasonló fajok
Más sárga tönkű kígyógombáktól nyálkás kalapja és tönkje különíti el. 

## Elterjedése és termőhelye
Holarktikus faj, Európában, Észak-Ázsiában, Észak-Amerikában és Észak-Afrikában honos.  
Lombos és fenyőerdőkben található meg a talajon, korhadó tuskókon, mohában. Júniustól októberig terem.

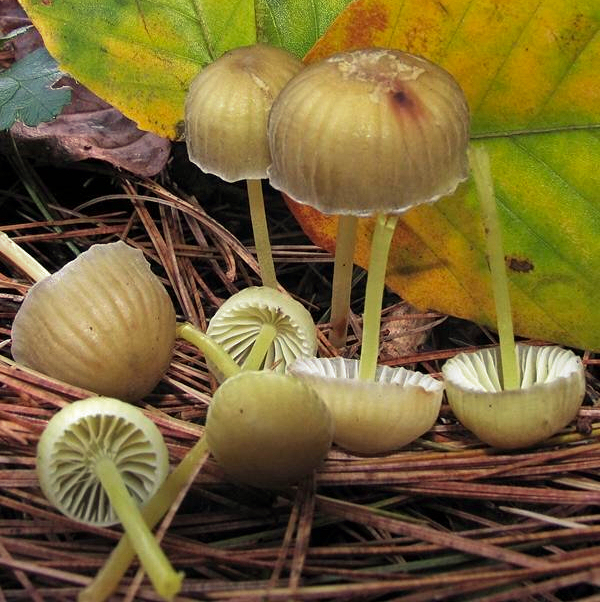
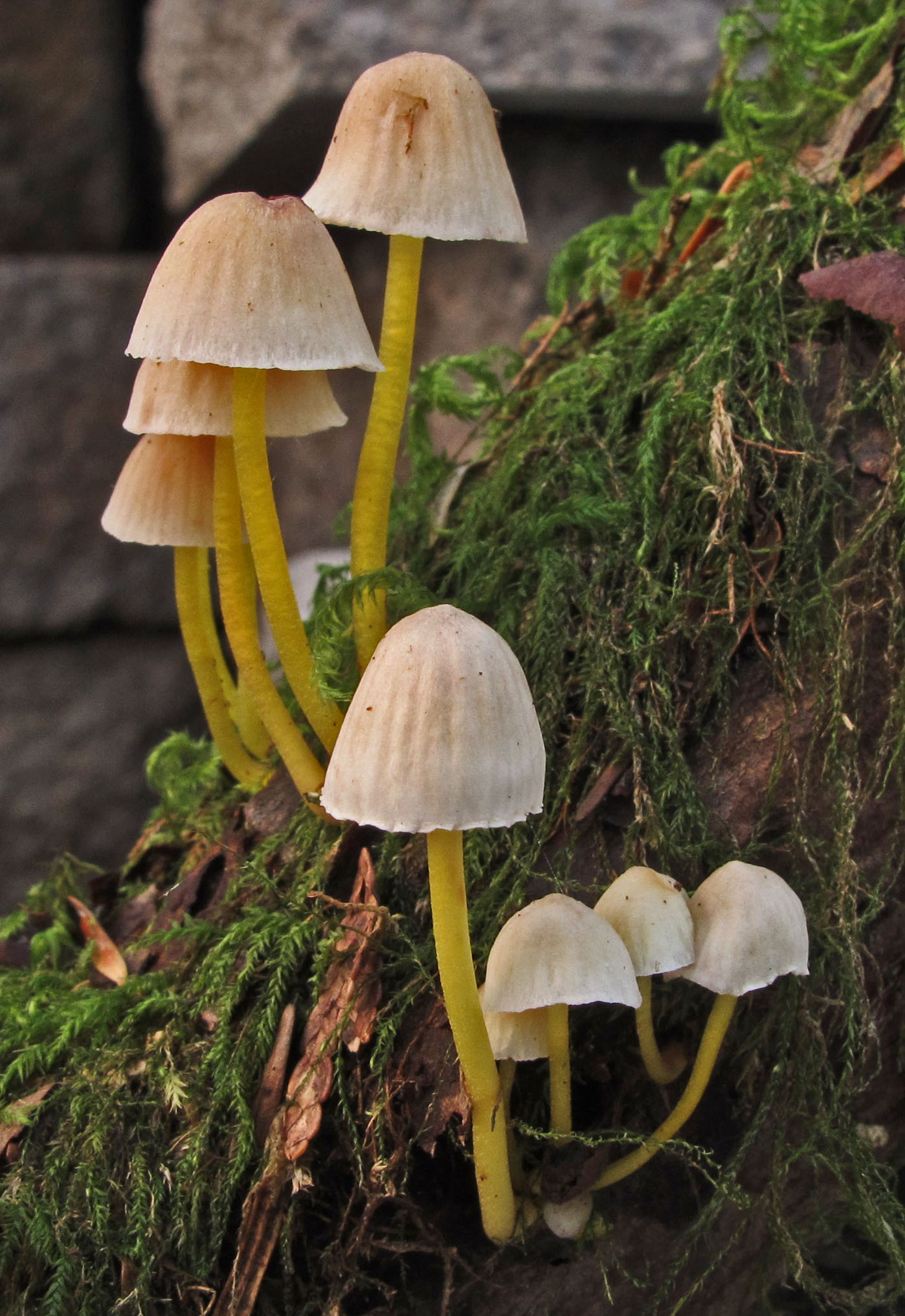
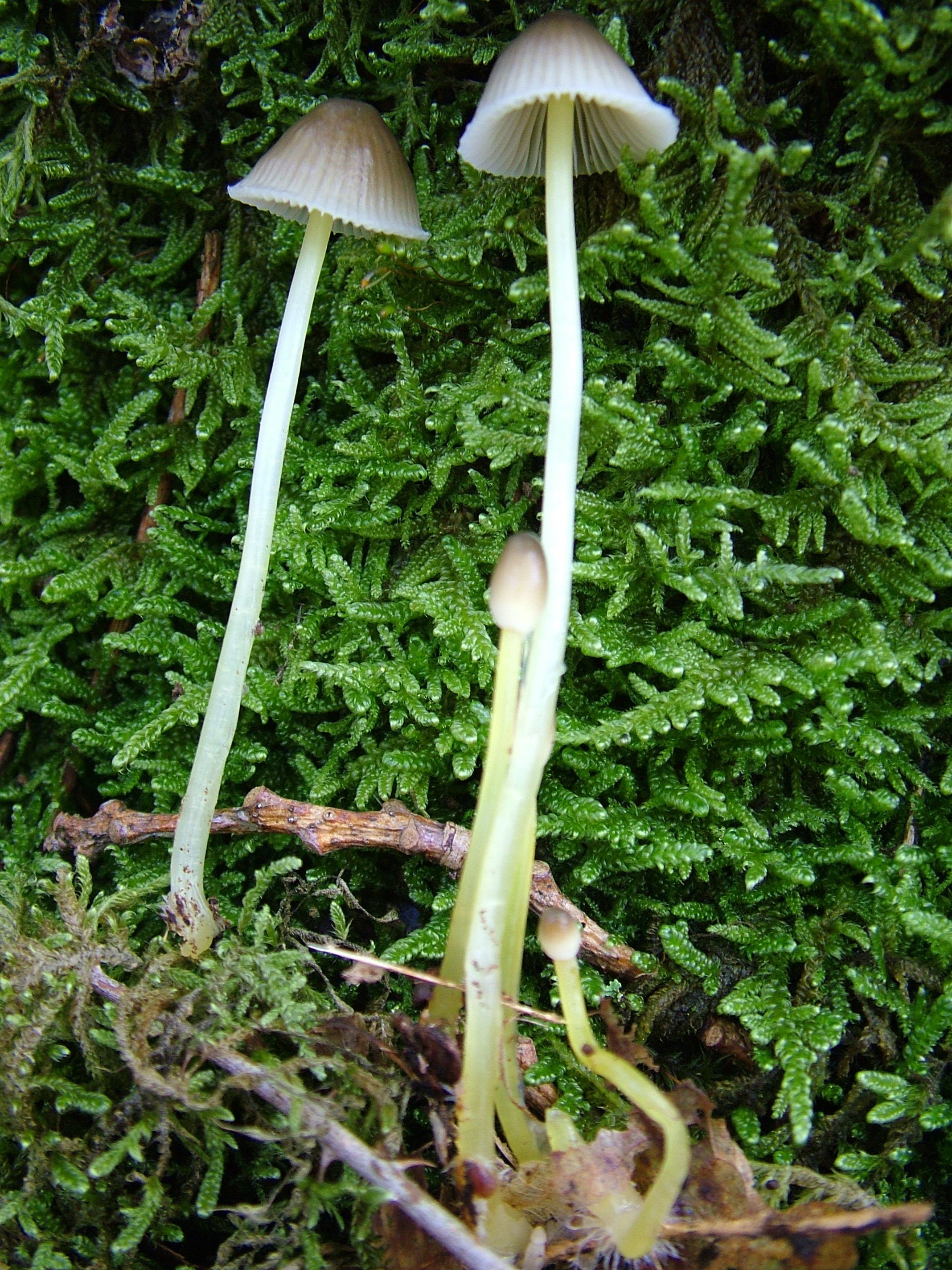
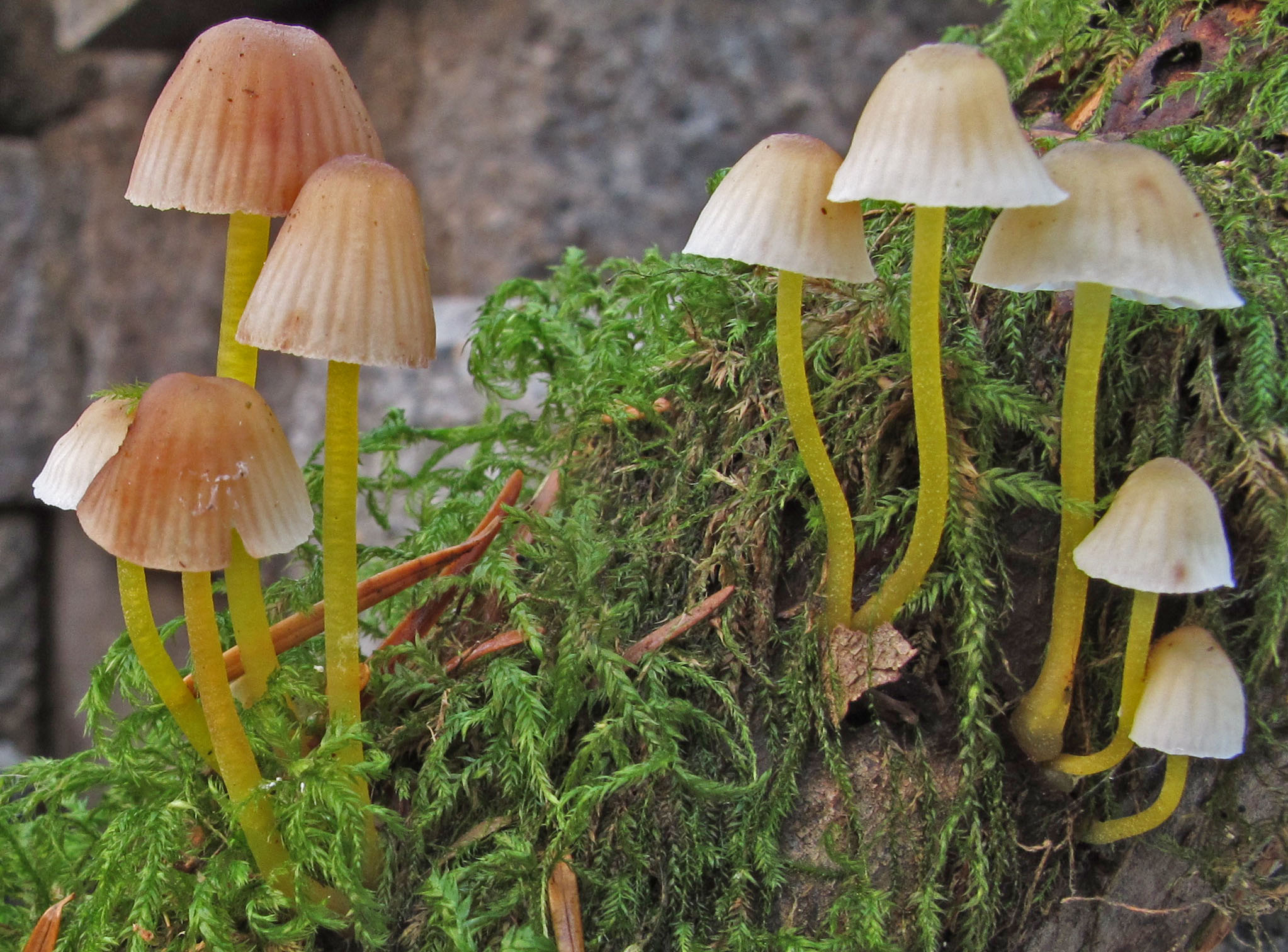
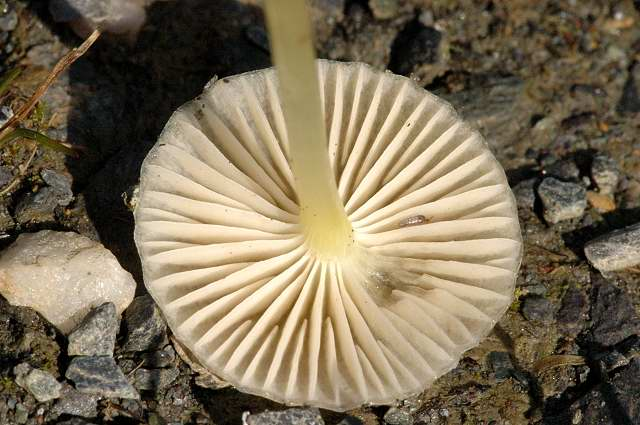

Nem ehető.   